# Nur Masalha
Nur-eldeen (Nur) Masalha (in arabo نور ﺍﻟﺪﻳﻦ مصالحة‎?, Nūr al-Dīn Maṣāliḥa; Galilea, 1957) è uno storico britannico di origine palestinese, specializzato nella storia della Palestina.
Ha studiato nell'Università ebraica di Gerusalemme e nella SOAS di Londra ed è attualmente ricercatore nel St Mary's College nell'Ateneo del Surrey. È redattore-capo della Rivista Holy Land Studies, edita dalla Edinburgh University Press.

## Pubblicazioni scelte
- The Bible and Zionism: Invented Traditions, Archaeology and Post-Colonialism in Palestine- Israel (2007)
- Catastrophe Remembered: Palestine, Israel and the Internal Refugees (2005)
- The Politics Of Denial: Israel and the Palestinian Refugee Problem (2003)
- Imperial Israel And The Palestinians: The Politics of Expansion (2000)
- A Land Without a People (1997)
- An Israeli plan to transfer Galilee's Christians to South America: Yosef Weitz and "Operation Yohanan", 1949-53 (1996)
- Expulsion of the Palestinians: The Concept of "Transfer" in Zionist Political Thought, 1882-1948 (1992)